# West Chester (Ohio)
West Cherster è una delle tredici township della contea di Butler, Ohio, Stati Uniti d'America.
È la township più popolosa dell'Ohio, con una popolazione di 65.242 abitanti al censimento del 2020.
Si trova a circa 29 km a nord di Cincinnati ed è inclusa nell'area metropolitana di Cincinnati.

## Storia
Fu eretto da Liberty Township dai commissari della contea di Butler il 2 giugno 1823, su petizioni dei residenti della township. Originariamente conteneva 91 km quadrati, poco meno di una township di rilevamento completo. Alla nuova township fu dato il nome "Union". Poiché Union Township era familiarmente conosciuta come West Chester, oltre all'abbondanza di altre township in Ohio] chiamate Union, il nome fu cambiato in West Chester Township a partire dal 28 giugno 2000, dopo essere stato ratificato dagli elettori della township alle elezioni primarie del 9 marzo.  Oggi, è l'unica West Chester Township in tutto lo stato.
West Chester è diventata la township più popolosa dell'Ohio nel censimento del 2010.

## Geografia
Confina con i seguenti comuni e città
- Liberty Township - nord
- Mason - est
- Deerfield Township, Contea di Warren - est
- Sharonville - sud-est
- Springdale - sud-ovest
- Fairfield - ovest
- Fairfield Township - nord-ovest

## Governo
La township è governata da un consiglio di amministrazione composto da tre membri, Mark Welch, Lee Wong e Ann Becker, che vengono eletti a novembre degli anni dispari per un mandato di quattro anni a partire dal 1º gennaio successivo. Due vengono eletti l'anno successivo alle elezioni presidenziali e uno l'anno precedente. C'è anche un funzionario fiscale eletto della township, che presta servizio per un mandato di quattro anni a partire dal 1° aprile dell'anno successivo alle elezioni, che si tengono a novembre dell'anno precedente alle elezioni presidenziali. I posti vacanti nella carica di funzionario fiscale o nel consiglio di amministrazione vengono riempiti dai restanti fiduciari. Storicamente, la township di West Chester ha penduto verso il Partito Repubblicano, ma negli ultimi anni questo vantaggio si è ridotto.

## Servizi pubblici
Costituito nel 1967, il dipartimento di polizia della township impiega circa 100 persone. Guidato dal capo della polizia Joel Herzog, è organizzato in tre uffici distinti: l'ufficio pattuglia, l'ufficio di supporto e l'ufficio amministrativo.